# 2001년 미스코리아
2001년 미스코리아는 2001년 5월 27일, 서울특별시 종로구의 세종문화회관에서 열린 마흔다섯번째 미스코리아 선발대회이다. 지상파 채널은 문화방송(MBC TV)이 마지막 단독 중계하였다.

## 입상자
| 대회 |        | 진 (眞)         | 선 (善)                  | 미 (美) |
| ---- | ------ | --------------- | ------------------------ | ------- |
| 본선 | 김민경 | 서현진          | 백명희                   |         |
| 강원 | 김미정 | 호건일          | 임현정                   |         |
| 경기 | 김효진 | 최민영          | 박지연                   |         |
| 경남 | 박수정 | 백성향          | 강영인                   |         |
| 경북 | 김순영 | 박현숙          | 정혜임                   |         |
| 광주 | 임남희 | 강미옥          | 선수현                   |         |
| 대구 | 김지은 | 서현진          | 심효정                   |         |
| 대전 | 김순덕 | 박이화          | 이은혜                   |         |
| 충남 | 김순덕 | 박이화          | 이은혜                   |         |
| 부산 | 김이영 | 공지원          | 정연주                   |         |
| 서울 | 김지혜 | 김민경 · 정아름 | 박정언 · 백명희 · 하경민 |         |
| 울산 | 이미선 | 노은정          | 정원경                   |         |
| 인천 | 공여진 | 강현주          | 김민정                   |         |
| 전남 | 장정인 | 오금석          | 김연지                   |         |
| 전북 | 표정란 | 임주영          | 김미영                   |         |
| 제주 | 이진미 | 박혜진          | 진영선                   |         |
| 충북 | 박근정 | 이지은          | 이유미                   |         |

## 참가자 사진

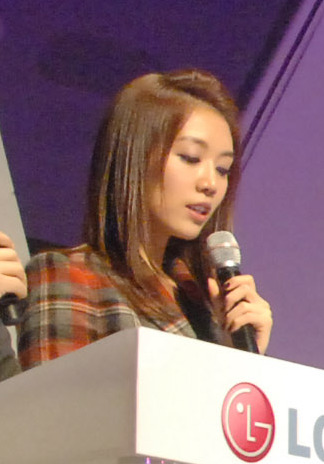
2001년 미스코리아 선 서현진, 미스 대구 선
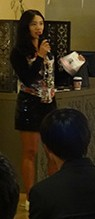
2001년 미스코리아 무크 정아름, 미스 서울 선
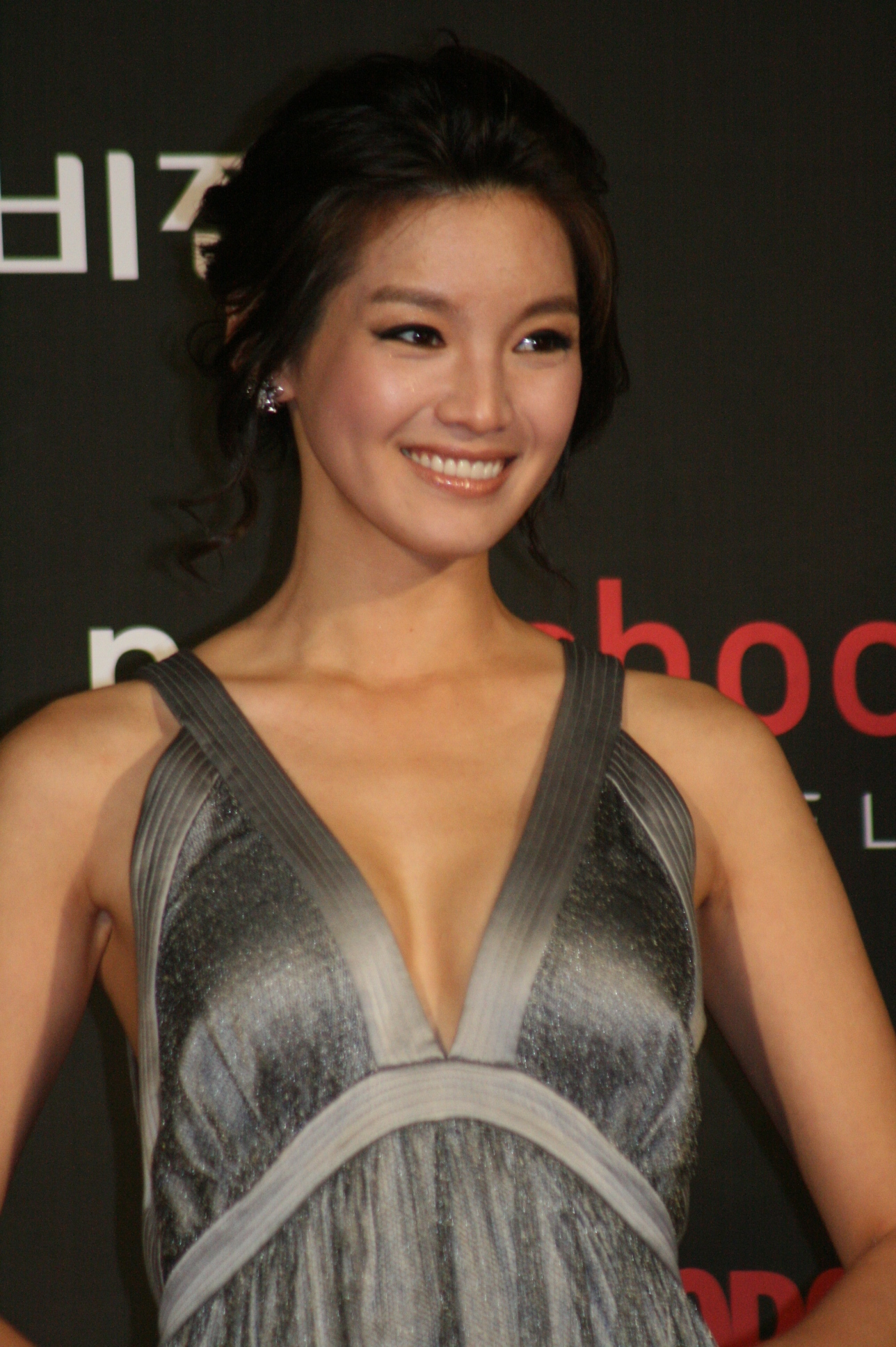
2001년 미스코리아 후보 정가은(백성향), 미스 경남 선